# Amaele Abbiati

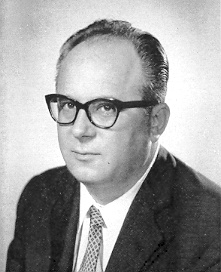
Amaele Abbiati

Amaele Abbiati (18 de janeiro de 1925 - 5 de janeiro de 2016) foi um político italiano que serviu como prefeito de Alessandria de 1964 a 1967 e como deputado (1968-1972).